# Kneria uluguru
Kneria uluguru är en fiskart som beskrevs av Seegers, 1995. Kneria uluguru ingår i släktet Kneria och familjen Kneriidae. IUCN kategoriserar arten globalt som sårbar. Inga underarter finns listade i Catalogue of Life.